# 唐弼 (成化進士)
唐弼（1445年—？），字希說，直隸徽州府歙縣人，軍籍，明朝政治人物。

## 生平
成化十六年（1480年）庚子科應天府鄉試第一百二名舉人。成化二十三年（1487年）中式丁未科會試第二百名，三甲第一百八十五名進士。歷官户部员外郎，弘治十二年（1499年）二月升四川按察司佥事。

## 家族
曾祖唐子儀，紀善；祖父唐永吉；父唐邦立，母汪氏。慈侍下。兄唐佐（同知）、唐相（監察御史）。弟唐泰。